# Beker van Griekenland 1932/33

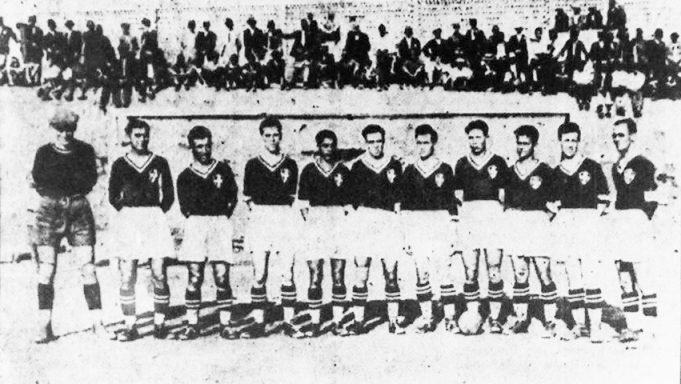
Team van Ethnikos Piraeus dat in seizoen 1932/1933 de Beker van Griekenland won

De Beker van Griekenland 1932-33 was de tweede editie van de Beker van Griekenland. Het voetbaltoernooi werd gewonnen door Ethnikos Piraeus.

## Kwartfinale
| Thuis            | Uitslag | bezoekers      |
| ---------------- | ------- | -------------- |
| Ethnikos Piraeus | 2-1     | Apollon Athene |
| Panathinaikos    | 1-6     | Olympiakos     |
| Aris             | 3-0     | Thermaikos     |
| Iraklis          | 6-1     | MENT           |

## Halve finale
| thuis            | Uitslag | Bezoekers  |
| ---------------- | ------- | ---------- |
| Ethnikos Piraeus | 2-1     | Olympiakos |
| Aris             | 2-1     | Iraklis    |

## Finale
|                 |                          |       |                                |                                           |
| 5 februari 1933 | Aris                     | 2 – 2 | Ethnikos Piraeus               | Kleanthis Vikelidis Stadium, Thessaloniki |
| 5 februari 1933 | Aggelakis 25' Kitsos 65' |       | Tsiritakis 30' Deligiorgis 47' | Kleanthis Vikelidis Stadium, Thessaloniki |

### Replay
|               |                                |       |              |                                                                     |
| 25 maart 1933 | Ethnikos Piraeus               | 2 – 1 | Aris         | Apostolos Nikolaidis Stadium, Athene Scheidsrechter: Oikonomopoulos |
| 25 maart 1933 | Tsiritakis 54' Alexopoulos 55' |       | Kaltekis 48' | Apostolos Nikolaidis Stadium, Athene Scheidsrechter: Oikonomopoulos |

volgens de website van de Griekse voetbalbond was er maar een wedstrijd.